# Ancestral Recall
Ancestral Recall ist ein Album von Christian Scott aTunde Adjuah. Die Aufnahmen entstanden von April bis Dezember 2018 und erschienen 2019 auf Ropeadope Records.

## Hintergrund
Das Album ist ein Nachfolger seines von der Kritik hoch gelobten Triptychons mit dem Titel The Centennial Trilogy, das 2017 veröffentlicht wurde. Im Gegensatz zur Trilogie von 2017 ist Ancestral Recall jedoch mit vielen Gastbeiträgen gefüllt. Scott erklärte, dass der Titeltrack und das gesamte Album „als Karte gebaut wurden, um den Klang zu dekolonisieren, um bisherige Missverständnisse über einige Musikkulturen herauszufordern, eine neue folkloristische Tradition zu kodifizieren und die Arbeit an der Schaffung eines nationalen Rhythmus-Sets zu beginnen“. Zu diesem Zweck hat er Rhythmen und Stile aus Westafrika, der First Nations und der afrikanischen Diaspora / Karibik zusammengewebt.

## Titelliste

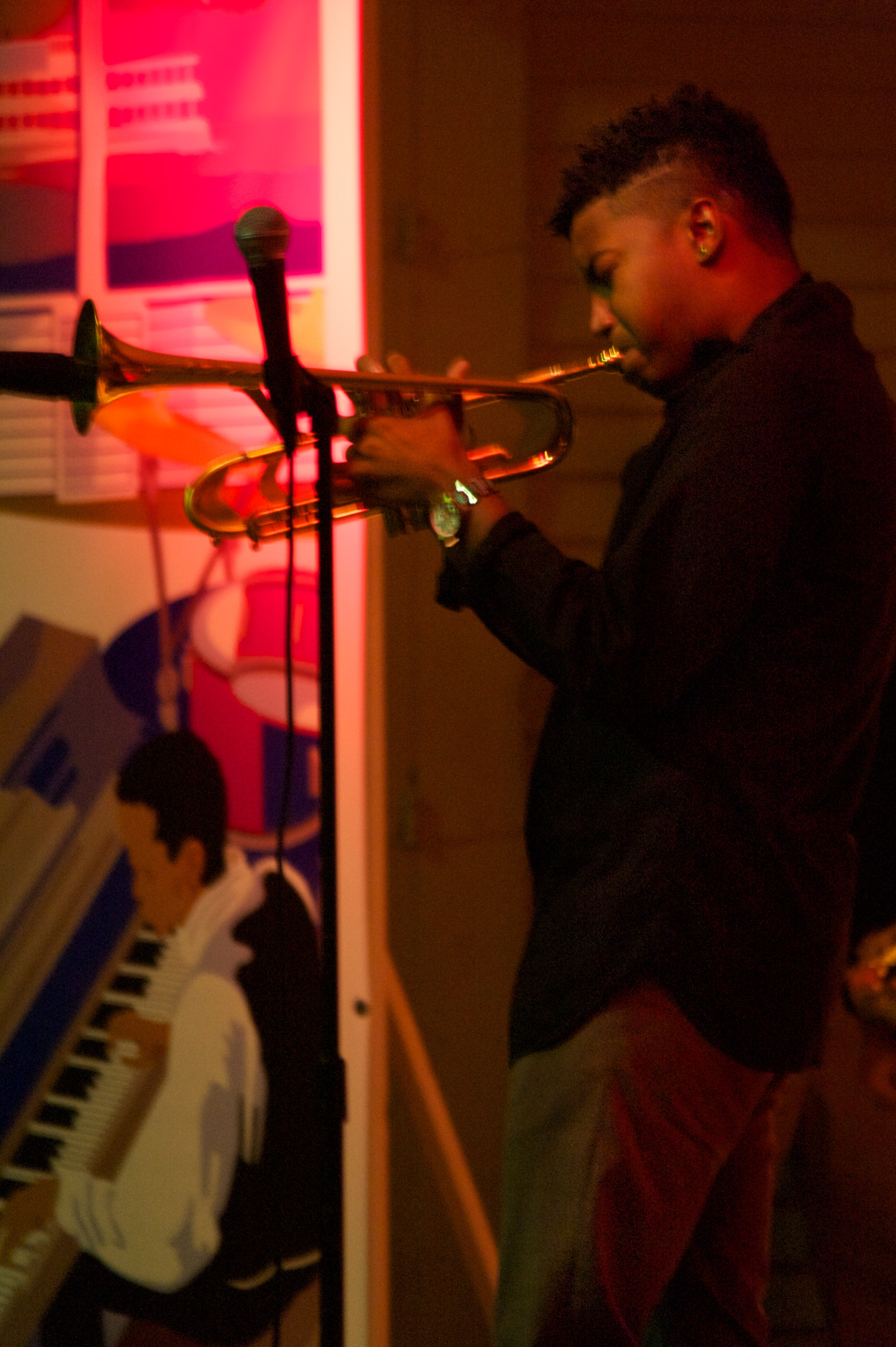
Christian Scott (2010)

- Christian Scott aTunde Adjuah – Ancestral Recall (Stretch Music – 824833024022, Ropeadope – 824833024022)[3]

1. Her Arrival – Featuring Elena Pinderhughes (Christian Scott)
2. I Own the Night – Featuring Saul Williams (Saul Williams, Christian Scott)
3. The Shared Stories of Rivals (Keita) – Featuring Saul Williams (Saul Williams, Christian Scott)
4. Forevergirl – Featuring Mike Larry Draw & Chris Turner (Christian Scott, Mike Ward Jr, Sarah Elizabeth Charles, Chris Turner)
5. Diviner (Devan) (Christian Scott)
6. Overcomer (Christian Scott)
7. Songs She Never Heard – Featuring Logan Richardson (Christian Scott)
8. Ritual (Rise of Chief Adjuah) (Christian Scott)
9. Prophesy (Christian Scott, Saul Williams)
10. Before – Featuring Elena Pinderhughes (Christian Scott)
11. Double Consciousness (Christian Scott)
12. Ancestral Recall – Featuring Saul Williams (Christian Scott, Saul Williams)

## Rezeption
Das Album erhielt Ende 2019 eine Grammy-Nominierung in der Kategorie Zeitgenössische Instrumentalmusik (Best Contemporary Instrumental Album).
Nach Ansicht von Suzanne Lorge (Down Beat) ist das Spiel des Trompeters Christian Scott aTunde Adjuah auf Ancestral Recall so bedeutungsvoll, dass man fast die beabsichtigten Wörter erkennen könne. Er wiederholt einfache melodische Phrasen wie ein Mantra über einem Rhythmusgerät, das aus der afrikanischen Diaspora entnommen wurde, und erhebt sich dann aus diesem polyrhythmischen Lehm in einem fliegenden Klangstoß. Scotts Vision einer allumfassenden Menschheit komme auf dieser Platte zum Ausdruck, die eine schnelle Fortsetzung seines Triumvirats von Alben des Jahres 2017 ist, die gemeinsam als The Centennial Trilogy veröffentlicht wurden. Scott kreiere einen solchen Sound und arbeitet mit einer atypischen Mischung von akustischen Elementen: Synthesizer-Percussion, Bebop-Trompete, pan-afrikanische Trommeln, ein brüllender Löwe und Saul Williams’ Gedichtvortra von „The Shared Stories of Rivals (KEITA)“ gemacht. Scott sei so etwas wie ein musikalischer Vielsprachiger, der alle diese Klangsprachen fließend beherrsche. Aber die große Enthüllung sei, so die Autorin, wie geschickt er den Gesang einsetzte – im Gegensatz zu seinen vorherigen Veröffentlichungen verwendet er auf fast jedem Track Gesang, Gesang oder gesprochenes Wort. Ein brillanter nächster Schritt.

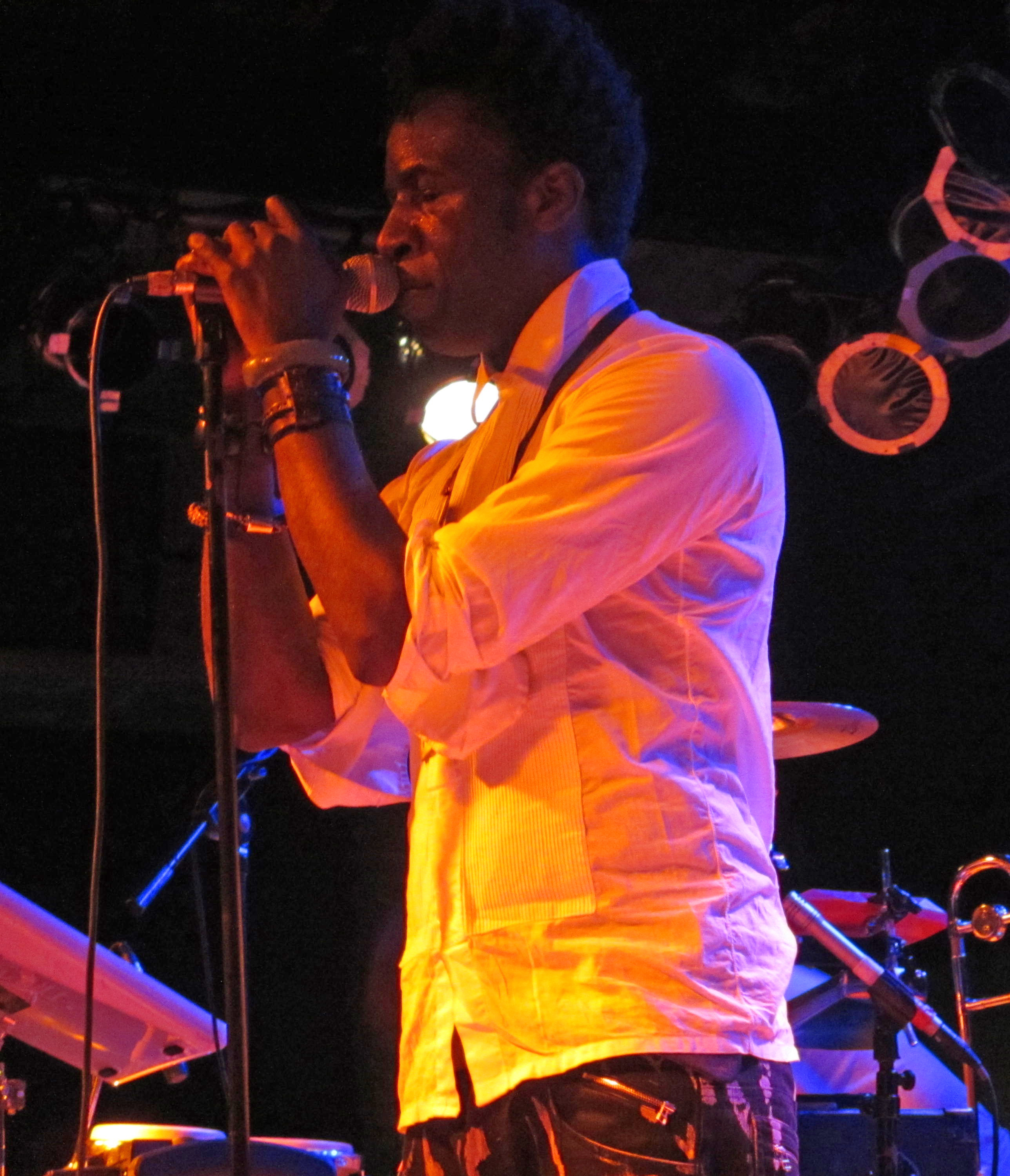
Saul Williams bei einem Auftritt imt Bottom Lounge, Chicago, 2012

Nach Ansicht des Kritikers von Pitchfork erweitert das vorliegende Album des Trompeters und Komponisten die Sprache des Jazz weiter, indem es die Elektronik und eine zunehmend breitere Herangehensweise an den Rhythmus einbezieht; so gibt es auf Ancestral Recall nur noch wenige Elemente, die an die altbewährten Regeln des Jazz gebunden sind. Wie der Titel jedoch deutlich macht, bleibt die Vergangenheit von größter Bedeutung, und alte globale Kulturen sind die bevorzugten Motoren für die Zukunft.